# Pematang Gubernur
Pematang Gubernur is een bestuurslaag in het regentschap Bengkulu van de provincie Bengkulu, Indonesië. Pematang Gubernur telt 6792 inwoners (volkstelling 2010).